# NGC 6894
NGC 6894 – mgławica planetarna położona w gwiazdozbiorze Łabędzia. Została odkryta 17 lipca 1784 roku przez Williama Herschela.